# Горы Джон-Кроу
Горы Джон-Кроу (также горы Джона Кроу, англ. John Crow Mountains) — горы на восточной оконечности Ямайки. Простираются параллельно северо-восточному побережью острова, ограничены на западе берегами реки Рио-Гранде и соединяются с восточным концом гор Блу-Маунтинс («Голубых гор») на юго-востоке. Самая высокая точка гряды составляет 1140 м.

## История
Название Горы Джон-Кроу было впервые упомянуто в 1820-х годах и происходит от ямайского названия грифа-индейки (Cathartes aura). Было высказано предположение, что до этого гряда была известна как «Хребет Чёрной Вороны» («Carrion Crow Ridge»), в честь более раннего названия этого стервятника. В 1885 году инспектор Герберт Т. Томас из местного полицейского управления впервые попытался достичь самой высокой вершины хребта, а в 1890 году, наконец, добился успеха и опубликовал отчёт в своей экспедиции в виде книги под названием «Неизведанная Ямайка». После этого он предложил переименовать горный хребет в Горы Блейка (Блейк-Маунтинс) в честь тогдашнего губернатора Ямайки сэра Генри Артура Блейка. Однако, новое имя не прижилось, и горы так и остались горами Джон-Кроу.
В 1920 году исследователь Уильям Скорсби Рутледж утверждал, что он был первым человеком, который пересек хребет Джона Кроу, что привело к обмену письмами в «The Times» относительно предшествующих достижений инспектора Томаса. Этот вопрос был урегулирован Генеральным геодезистом Ямайки, который решил, что, хотя Томас был первым, кто поднялся на самый высокий пик и исследовал хребет в направлении север-юг, Рутледж пересек долину и прошёл дальше: таким образом он первым «фактически пересек их с запада на восток».

## Фауна

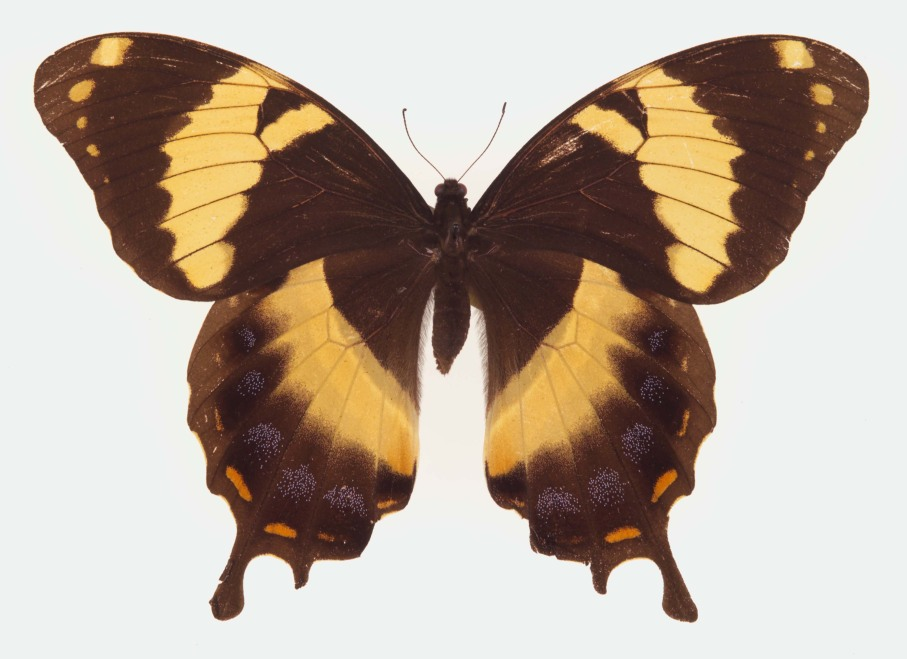
Парусник Гомера

Горы Джон-Кроу также являются местообитанием находящегося под угрозой исчезновения парусника Гомера, крупнейшей бабочки в Америке. Наиболее хорошо изученные популяции вида встречаются на границе гор Джон-Кроу и Блу-Маунтинс.